# Plan operacyjny „Zachód”

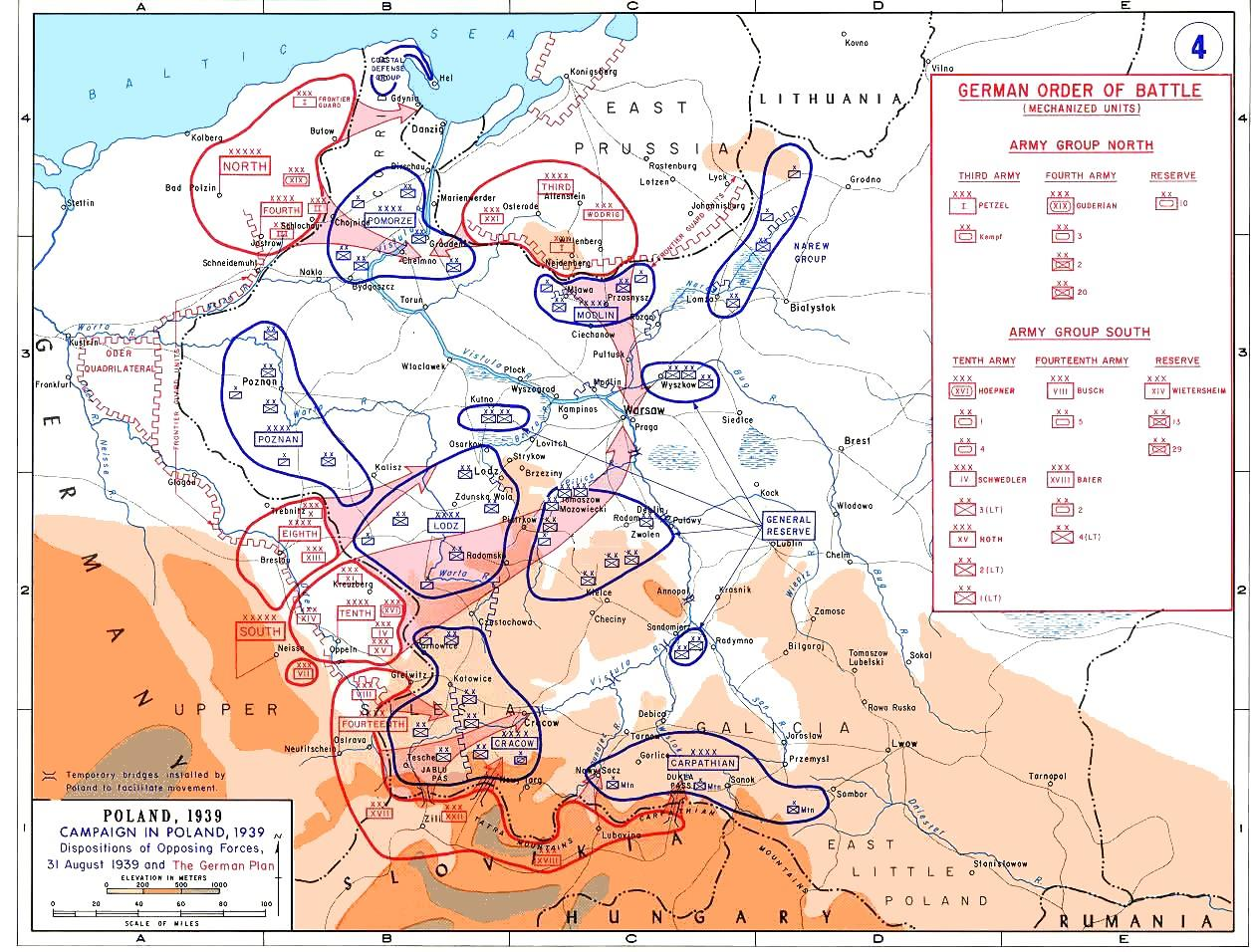
Położenie sił polskich i niemieckich, 31 sierpnia 1939, i niemiecki plan ataku

Plan operacyjny „Zachód” – plan operacyjny Wojska Polskiego na wypadek wojny z Niemcami, opracowywany od marca 1939 roku.

## Tło prac nad planem
Do czasu zarządzania Generalnym Inspektoratem Sił Zbrojnych przez Józefa Piłsudskiego, nawet po objęciu władzy w Niemczech przez Adolfa Hitlera, nie prowadzono analiz i przygotowań do konfliktu z Niemcami, spodziewając się wojny z ZSRR. Na potrzeby wojny na Kresach przygotowywano Plan Wschód. Od lat dwudziestych istniał tylko plan mobilizacyjny, tzw. Plan „S” na wypadek wojny z Niemcami, aczkolwiek jak na lata trzydzieste był mocno przestarzały. Dopiero po objęciu kierownictwa przez Edwarda Rydza-Śmigłego rozpoczęto wstępne prace nad Planem Zachód. Wykonanie studiów powierzono generałom: Tadeuszowi Kutrzebie, Leonowi Berbeckiemu, Juliuszowi Rómmlowi i Władysławowi Bortnowskiemu. Oficjalnie sztab główny rozpoczął prace nad planem dopiero 4 marca 1939.
Zastępca Szefa Sztabu Generalnego do spraw operacyjnych płk. dyplomowany Józef Jaklicz wraz z podległymi mu oficerami, na podstawie koncepcji ogólnej marszałka Edwarda Rydza-Śmigłego oraz wytycznych gen. Wacława Stachiewicza od 4 do 22 marca 1939 roku dokonał analizy możliwości strategicznych niemieckich i polskich. Ten zespół oficerów opracował strategiczną część planu obronnego „Zachód”, która obejmowała bitwę w pasie granicznym i na głównej pozycji obrony.

## Założenia planu
Początkowo opierano się na założeniu, że główny kierunek uderzenia poprowadzony zostanie z Pomorza na Warszawę, natomiast ze Śląska i Prus Wschodnich tylko uderzenie pomocnicze.
Oceny uległy zmianie jesienią 1938 roku, po zajęciu przez Niemcy Sudetów. Główne uderzenie przewidywano ze Śląska. 4 marca 1939 Sztab Główny przystąpił do prac nad planem operacyjnym „Zachód”. Szkic przedstawiono Generalnemu Inspektorowi do zatwierdzenia 22 marca 1939.
Możliwość obrony na naturalnych przeszkodach terenowych takich jak rzeki Wisła, Narew, San planowano dopiero po stoczeniu bitwy granicznej z wykorzystaniem nielicznych rejonów umocnionych, na Śląsku i w okolicach Mławy. Wynikało to z obaw o jednostronne zakończenie działań wojennych przez Niemcy po opanowaniu Pomorza i Śląska, jako terenów utraconych 20 lat wcześniej.
Plan „Zachód”, uwzględniając dużą przewagę agresora, zakładał defensywne działania. Naczelne Dowództwo polskie zamierzało zbudować ostateczną linię obrony na Wiśle, Narwi i Sanie. Niemniej jednak przewidywano również niemożność utrzymania się na tej pozycji przez dłuższy czas z powodu olbrzymiej przewagi przeciwnika, ostatnim bastionem miał być zatem obszar w rejonie granicy z Węgrami i Rumunią, na tzw. przedmościu rumuńskim. Istotne miejsce w Planie Zachód zajmowało także założenie o pomocy zachodnich sojuszników.
Plan przewidywał również długotrwałe stawianie oporu przez wojska obrony wybrzeża oraz flotyllę okrętów podwodnych (Plan Worek). Plan Zachód przewidywał także uprzednie wycofanie z Bałtyku do Wielkiej Brytanii części polskich sił morskich, realizując tzw. Plan Peking.

### Ocena przeciwnika

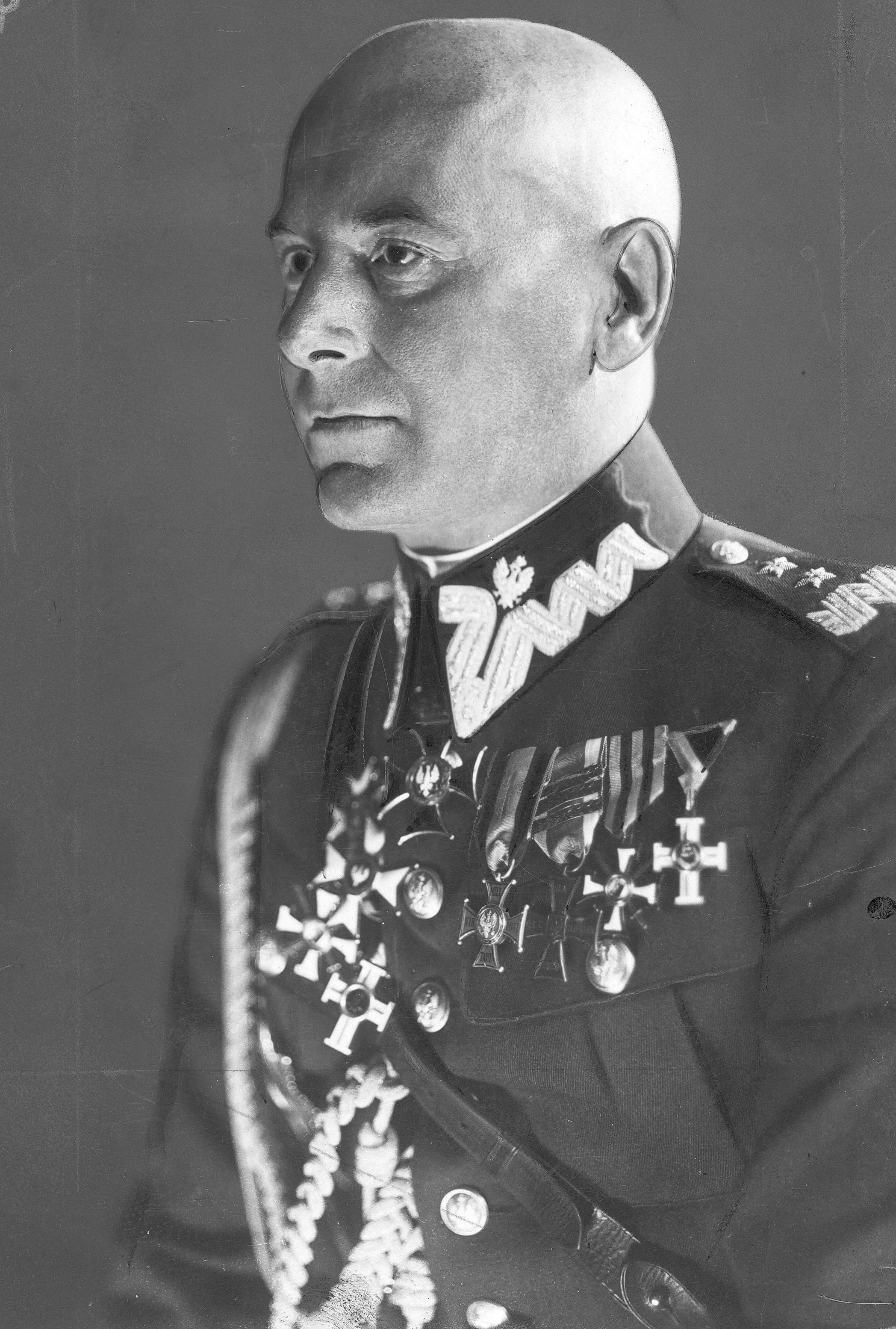
Edward Śmigły-Rydz

Naczelny wódz, marszałek Rydz-Śmigły założył, że Niemcy uderzą czterema wielkimi związkami operacyjnymi na czterech głównych kierunkach operacyjnych:
1. z Prus Wschodnich na Modlin–Warszawę z uderzeniem pomocniczym na Toruń. Na kierunku głównego uderzenia działać miało 6 dywizji piechoty i 2 brygady kawalerii, a na toruńskim 2 dywizje piechoty.
2. z Pomorza na Bydgoszcz–Inowrocław–Kutno–Warszawę. Według oceny na tym kierunku uderzyć miały 2 dywizje pancerne, 2 dywizje lekkie, 2 dywizje zmotoryzowane i około 14 dywizji piechoty.
3. z Dolnego Śląska na Łódź–Piotrków–Warszawę. Uderzyć miały 2 dywizje pancerne, 1 dywizja lekka, 2 dywizje zmotoryzowane i 20 dywizji piechoty.
4. z Górnego Śląska i Moraw na Kraków. Uderzyć miały 1 dywizja pancerna, 1 dywizja lekka i około 8 dywizji piechoty.

Odwód umieszczony w centrum niemieckiego ugrupowania miał być przeznaczony do wsparcia uderzeń na kierunkach z Pomorza lub z Dolnego Śląska. Wielkość odwodu oceniano na około 12–15 dywizji piechoty.
Liczono się też z ewentualną próbą przyłączenia Gdańska do Niemiec w drodze sfingowanego przewrotu.

### Planowane działania wojsk własnych
Marszałek Rydz-Śmigły postanowił rozegrać walkę w trzech fazach: 
1. w pierwszej  stoczyć bitwę na pozycjach obronnych, osłaniając obszary kraju niezbędne do przeprowadzenia mobilizacji powszechnej i rozwinięcia sił. Wyznaczona została stała linia, przebiegająca przez: środek Puszczy Augustowskiej, rzeki Biebrzę, Narew i Bugo-Narew, następnie dolnym biegiem Wisły po Bydgoszcz, po czym jeziorami żnińskimi, jeziorami inowrocławskimi, wzdłuż kanału Gopło–Warta, rzeką Wartą i Widawką, przez Częstochowę, fortyfikacje śląskie, Oświęcim, Bielsko-Białą, Żywiec, Jordanów, Chabówkę po Nowy Sącz. W lipcu wydłużono tę linię zamknięciem przejść przez Karpaty na kierunkach wyprowadzających na Tarnów i Rzeszów, a dalej na wschód o dozorowanie granicy z Węgrami.
2. w drugiej fazie działań przerwać bitwę obronną i wycofać się w ogólnym kierunku  południowo-wschodnim.
3. w trzeciej fazie działania obronne miały być prowadzone na północnym skrzydle albo nadal na linii Biebrza–Narew–Bugo-Narew, albo na linii: Puszcza Białowieska-Bug–Bugo-Narew po Modlin, w centrum na linii środkowej i górnej Wisły po ujście Dunajca, na południu na linii Dunajca i Karpat.

W przypadku rozruchów w Gdańsku do lipca 1939 przewidywano wykonanie działań demonstracyjnych oddziałów z OK VII. W sierpniu zdecydowano utworzyć i wysłać na Pomorze Korpus Interwencyjny.
Ugrupowanie obronne wojsk polskich
W marcu 1939 powołano sześć związków operacyjnych, a w lipcu siódmy. Latem zaplanowano też trzy związki operacyjne odwodowe: dwie grupy operacyjne i jedną armię. W sierpniu doplanowano jeden odwód miejscowy i korpus interwencyjny. W ten sposób powstać miało według pierwszej koncepcji 9, ostatecznie aż 12 związków operacyjnych, podległych bezpośrednio wodzowi naczelnemu.
Wobec podjętej oceny działań przeciwnika, poszczególne związki operacyjne otrzymały określone zadania.
Przeciw niemieckiemu uderzeniu z Prus Wschodnich na Modlin miały działać: Samodzielna Grupa Operacyjna „Narew”, Armia „Modlin”, Odwód „Wyszków”.
Natarcie z Pomorza i działania z Prus Wschodnich na Toruń powstrzymywać miała Armia „Pomorze”, Armia „Poznań” i Odwód „Kutno”.
Przeciw niemieckiemu uderzeniu z Dolnego Śląska wystawiona została Armia „Łódź” i Armia Odwodowa „Warszawa”, a ostatecznie jako Armia „Prusy”.
Odparcie uderzenia z Górnego Śląska i zabezpieczenie południowego skrzydła scedowano na Armię „Kraków” i po utworzeniu na Armię  „Karpaty” oraz odwód „Tarnów”.
Osobne samodzielne zgrupowanie miała stanowić: „Obrona Wybrzeża”.

## Przyczyny niepowodzenia planu
Najważniejszymi przyczynami niepowodzenia planu był brak dużej ofensywy odciążającej wyprowadzonej przez Brytyjczyków i Francuzów przeciw Niemcom oraz atak ZSRR na Polskę. Ponadto plan zakładał dużą decentralizację dowodzenia, co w warunkach faktycznej centralizacji procesu decyzyjnego dokonanego przez marszałka Rydza-Śmigłego mogło przynieść organizacyjny chaos, potęgujący i tak trudną sytuację spowodowaną działaniami Luftwaffe. Według płka Józefa Jaklicza, oficera sztabowego przy głównodowodzącym, zorganizowana obrona zgodna z wytycznymi Planu Zachód nie była możliwa już po klęsce sił polskich w bitwie granicznej.